# Marrus orthocannoides
Marrus orthocannoides är en nässeldjursart som beskrevs av Totton 1954. Marrus orthocannoides ingår i släktet Marrus och familjen Agalmatidae. Inga underarter finns listade i Catalogue of Life.